# Markerville
Markerville est un hameau (hamlet) du Comté de Red Deer, situé dans la province canadienne d'Alberta.

## Démographie
En tant que localité désignée dans le recensement de 2011, Markerville a une population de 42 habitants dans 13 de ses 16 logements, soit une variation de -16.0% par rapport à la population de 2006. Avec une superficie de 0,257 3 km2, le hameau possède une densité de population de 163,233 6 hab/km2 en 2011.
Concernant le recensement de 2006, Markerville abritait 50 habitants dans 18 de ses 18 logements. Avec une superficie de 0,257 3 km2, le hameau possédait une densité de population de 194,3 hab/km2 en 2006.